# Marretje Arents
Marretje Arents, född 1712, död 1748 i Amsterdam, mest känd som Mat van den Nieuwendijk, och het limoenwijf, känd som ledare för de så kallade Pachterupploppen 1748.  
Hon hade fem barn - någon make är inte känd - och sålde fisk i Amsterdam. Marretje Arents blev känd tack vare hennes deltagande i Pachterupploppen 1748: från måndagen den 24 juni plundrades i nitton dagar bostäderna för de som arrenderar ut jord, hus och driver in skatt. Hon var närvarande då två upproriska beväpnade män sköts ned civila och deltog vid attacken och plundringen av en postmästares hus. Hon förklarade att uppbådet snart skulle erövra rådhuset, göra revolution och bli landets härskare, varefter hon visade sin skinkor och förklarade att hon skulle be myndigheterna att slicka dem rena. 
Efter upploppet arresterades hon och ställdes emot vittnesuppgifter i rätten anklagad för upplopp och uppror. Hon erkände efter att ha hotats med tortyr och dömdes till döden som en av tre som betraktades som upploppets ledare. Hon ska vid avrättningen ha skrikit slagord och förklarat att hon lett ett uppror för alla mot de orättfärdiga hyresvärdarnas tyranni.